# Piekiełko (Donimierz)
Piekiełko – część wsi Donimierz w Polsce, położona w województwie pomorskim, w powiecie wejherowskim, w gminie Szemud.
W latach 1975–1998 Piekiełko administracyjnie należało do województwa gdańskiego.